# Álope (Lócrida Ozolia)
Álope (en griego, Αλόπη) es el nombre de una antigua ciudad griega de Lócride Ozolia.
No se conoce con seguridad el lugar exacto donde se ubicaba. Estrabón únicamente la localiza en la Lócrida Ozolia y la distingue de otras dos poblaciones con el mismo nombre, una en la zona de Lócride Epicnemidia y otra en la Ftiótide. Añade que las ciudades situadas en la Lócride Ozolia eran colonias de las de Lócride Epicnemidia.
Se ha relacionado con la información proporcionada por Tucídides de que en el marco de la guerra del Peloponeso, en el año 426 a. C., los olpeos tuvieron que proporcionar rehenes a los espartanos, al igual que otras ciudades de Lócrida Ozolia. Se ha sugerido que el nombre de olpeos puede haber sido un error y en realidad se habría referido a los alpeos, que serían los habitantes de una ciudad que se denominó Alpa.